# Уинслоу (Аризона)
Уинслоу (англ. Winslow) — город в США в округе Навахо штата Аризона.

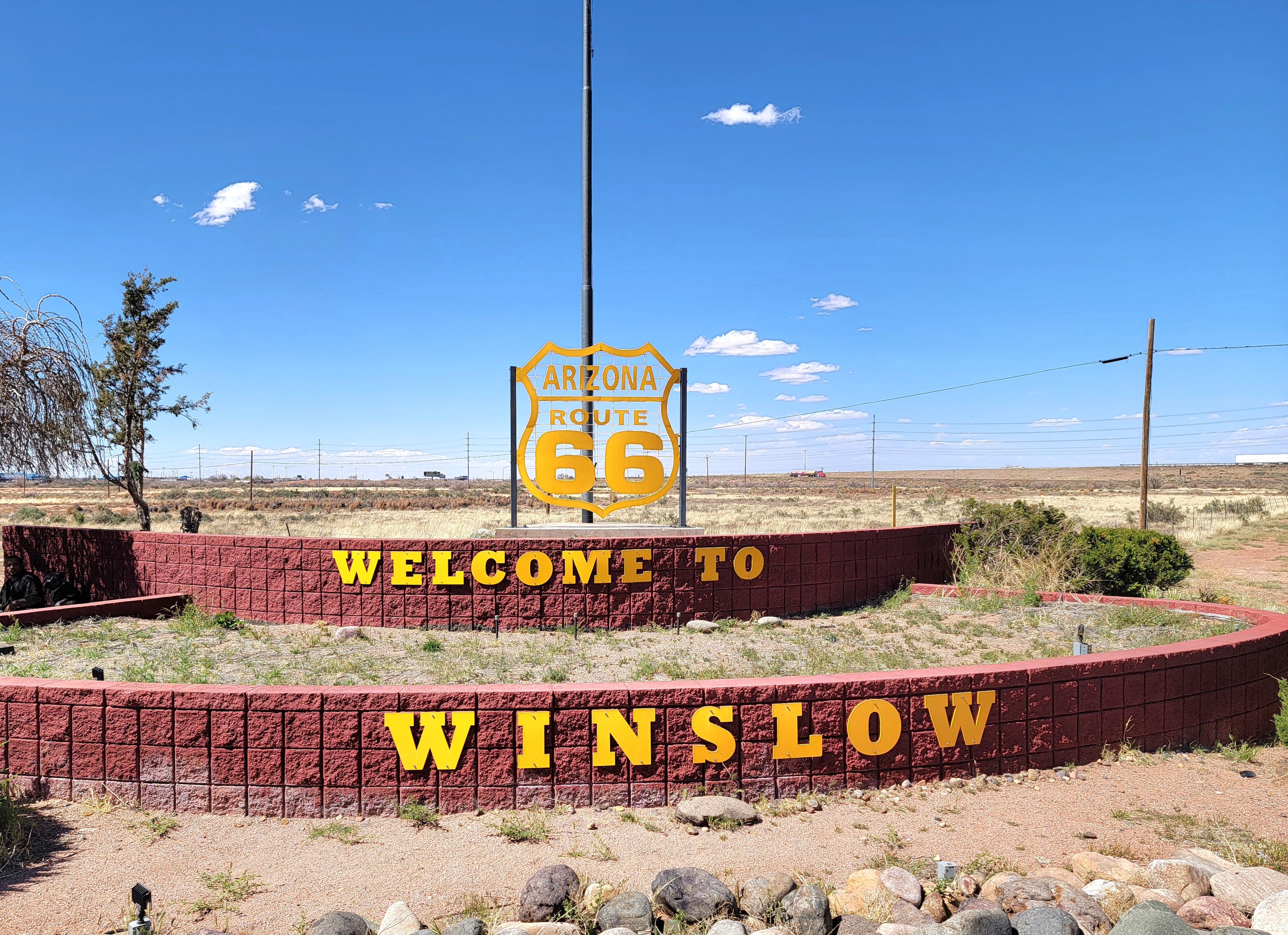
Приветственный знак в Уинслоу

Находится в восточно-центральной части Аризоны. Расположен в долине реки Литл-Колорадо. Основанный в 1882 году как конечный пункт тогдашней железной дороги Atchison, Topeka and Santa Fe Railway, он был назван в честь Эдварда Ф. Уинслоу, железнодорожного чиновника. Экономика Уинслоу основана на транспорте, туризме, производстве и торговле. Лесная промышленность также играет важную роль. Аризонский кратер находится в нескольких милях к западу. К северу расположена обширная резервация Навахо-Нейшен, которая включает в себя Долину монументов и Национальный памятник Каньон-де-Шей, а также включает резервацию индейцев хопи. Таун, 1900 г.; город, 1957 г. Население (2000 г.) 9520 человек; (2010 г.) 9655 человек.
| 2010[…] | 2020  |
| ------- | ----- |
| 9655    | ↘9005 |